# Грб Берана
Грб Берана је званични грб црногорске општине Беране.

## Опис грба
Грб је представљен на штиту хиспанског облика, подијељен хоризонтално на два поља, бијеле (у горњој половини) и плаве боје (у доњој половини грба). На плавом пољу је силуета двије валовите линије које симболизују ријеку Лим, у чијем сливу лежи цијела општина. На бијелом пољу се налази црна силуета манастира Ђурђеви Ступови, који је задужбина Стефана Првослава и духовно и културно сједиште овог дијела Црне Горе и сједиште Епархије будимљанско-никшићке, Српске православне цркве. Иза ове силуете назиру се црне линије које симболизују планине Бјеласицу и Цмиљевицу које окружују општину. У врху грба стоји ћирилични натпис са именом општине „БЕРАНЕ”.